# Блатина
Блатина — червоний сорт винограду, що переважно вирощується в Герцеговині, регіоні Боснії і Герцеговини. Він має функціональну жіночу квітку (автостерильну), і тому завжди культивується на плантаціях з іншими сортами, такими як Алікант буше (Kambuša), Мерло, Trnjak, які одночасно запилюють Блатину. Під час періоду осіменіння, воно може не відбутись через дощ і сорт може не дати плодів, тоді його називають praznobačva (порожня бочка). З Блатини виробляють сухе червоне вино з 12 до 13,5 % алкоголю, від 5 до 7 г/л загальної кислотності, 25–32 г/л екстракту. Він має темно-рубіновий червоний колір.
Дозріває як в бочках з нержавіючої сталі, так і в дубових, Блатина часто має аромат та присмак спецій та кави. Довге дозрівання часто змінює аромат на шоколадний.
Продукція сконцентрована в районі на південь від Мостара, навколо міст Читлук, Меджугор'є, Любушки і Чапліна.